# Oropodes dybasi
Oropodes dybasi är en skalbaggsart som beskrevs av Albert A. Grigarick och Schuster 1976. Oropodes dybasi ingår i släktet Oropodes och familjen kortvingar. Inga underarter finns listade i Catalogue of Life.